# Kingsmere Lake
Kingsmere Lake är en sjö i Kanada.   Den ligger i provinsen Saskatchewan, i den centrala delen av landet, 2 400 km väster om huvudstaden Ottawa. Kingsmere Lake ligger 535 meter över havet. Arean är 55 kvadratkilometer. Den sträcker sig 11,1 kilometer i nord-sydlig riktning, och 9,0 kilometer i öst-västlig riktning.
Trakten runt Kingsmere Lake är nära nog obefolkad, med mindre än två invånare per kvadratkilometer.